# Friedhof auf dem Sachsenberg (Schwerin)

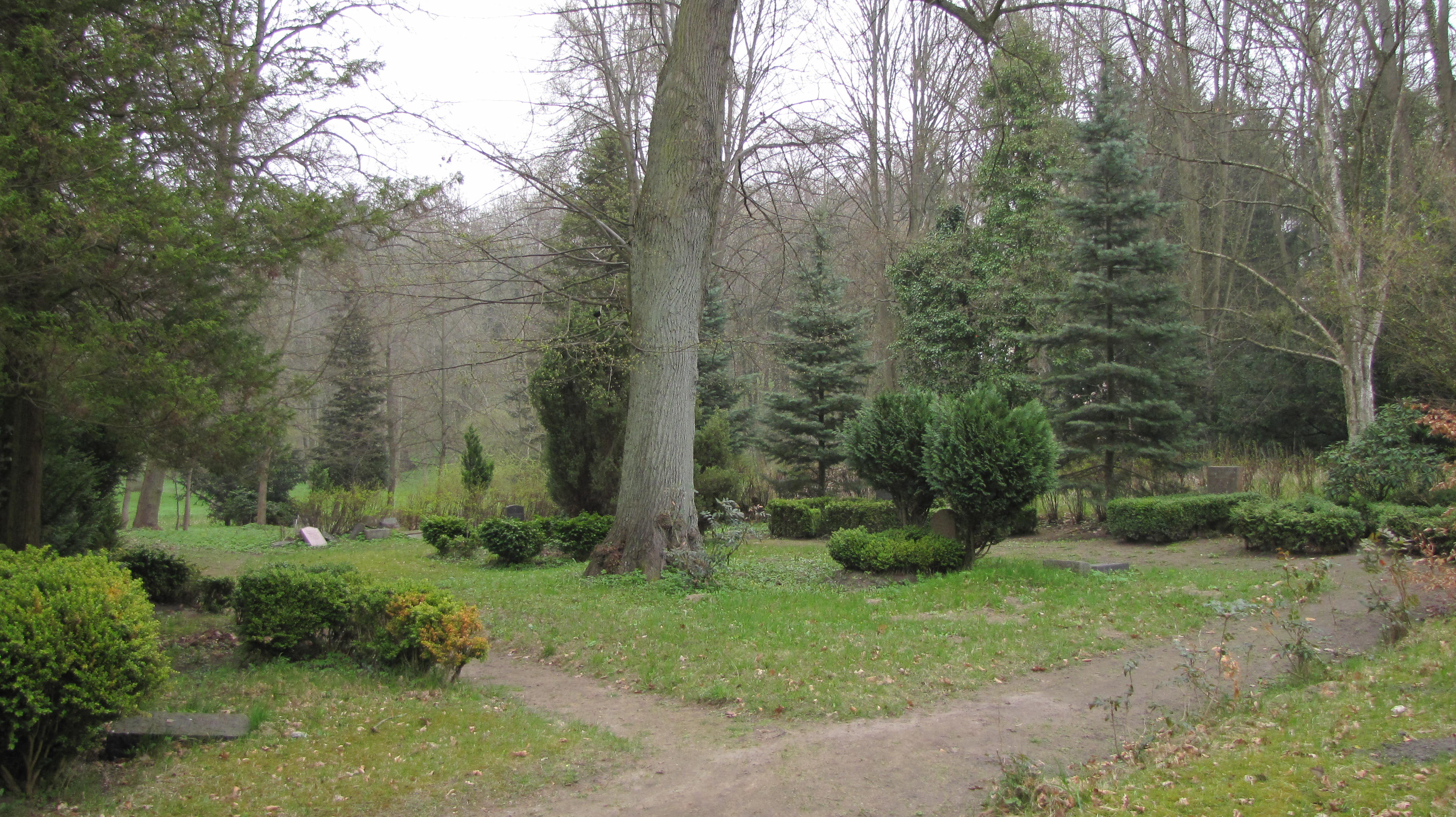
Blick über einen Teil des Friedhofs (2013)

Der Friedhof auf dem Sachsenberg ist eine denkmalgeschützte Parkfriedhofsanlage der Carl-Friedrich-Flemming-Klinik und gehört heute zu den Helios-Kliniken Schwerin.

## Geschichte

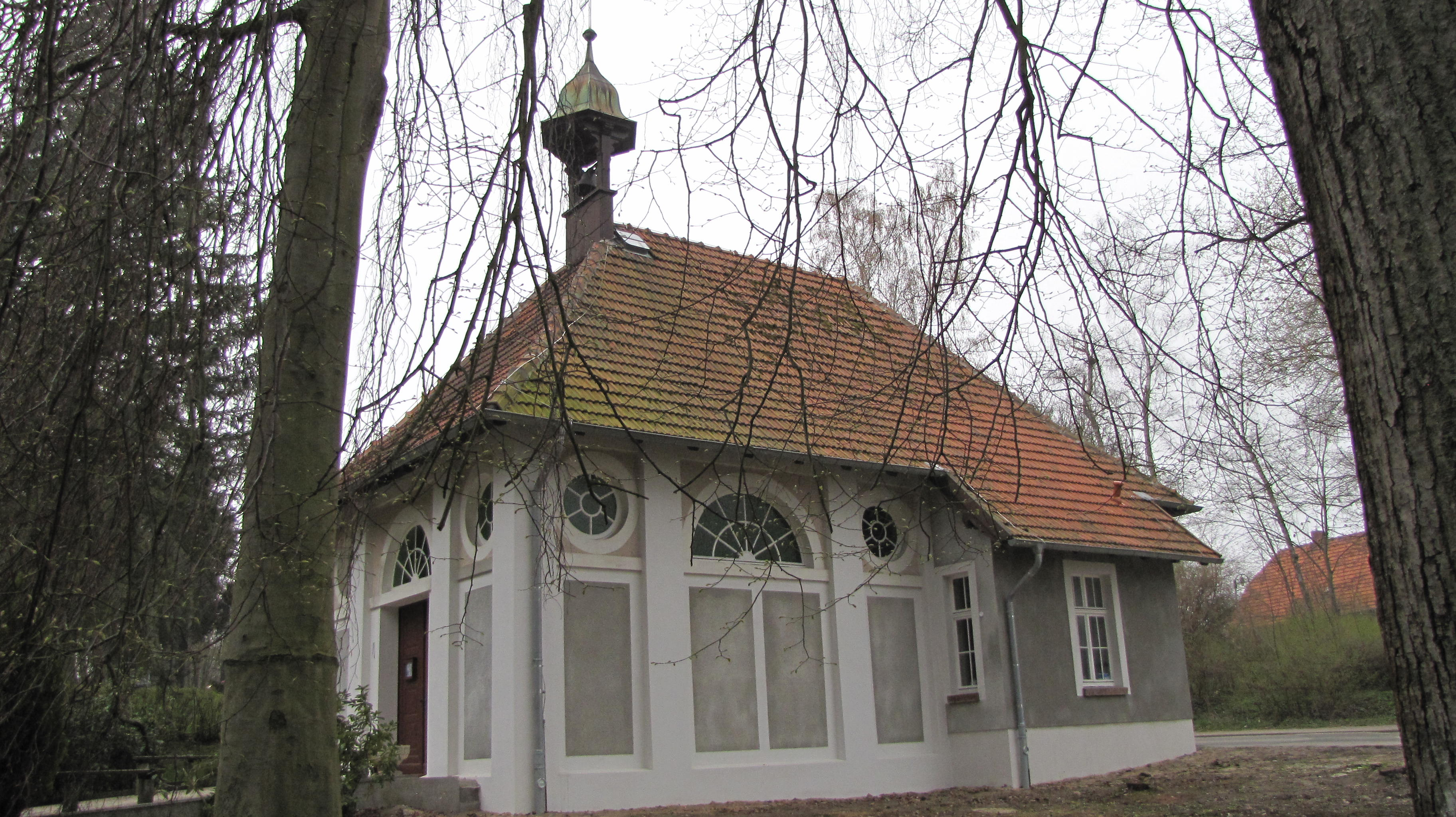
Friedhofskapelle, heute Klinikkapelle (2013)

Sachsenberg ist die Flurbezeichnung für die hügelige Endmoränenlandschaft zwischen dem äußeren Ziegelsee und der Landstraße nach Wismar am nördlichen Rand von Schwerin. Auf diesem Gelände, seinerzeit der großherzoglichen Domäne Groß Medewege zugehörig und damals eine gute halbe Stunde von Schwerin entfernt, wählte der junge Nervenarzt Carl Friedrich Flemming 1823 den Standort für eine neu zu errichtende Heilanstalt für Geisteskranke, die Großherzogliche Irrenanstalt.

### Bau Nervenklinik

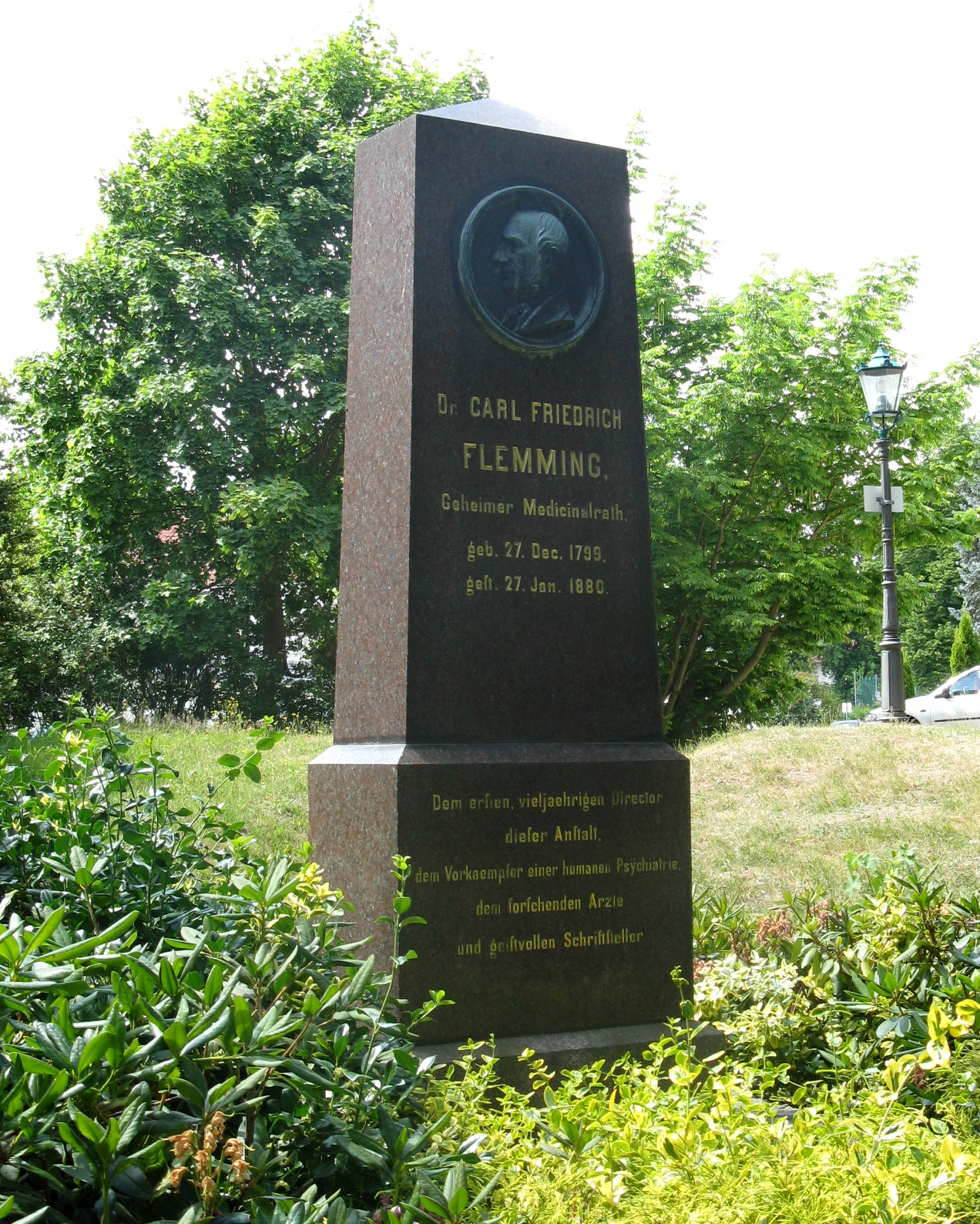
Denkmal Carl Friedrich Flemming auf dem Sachsenberg (2008)

Nach Entwürfen vom Hofbaurat Georg Adolph Demmler und vom Baumeister Carl Heinrich Wünsch entstand ab 1825 im klassizistischen Stil der 180 Meter lange, mehrflügelige zweigeschossige Putzbau der Irren-Heilanstalt Sachsenberg. Schon am 15. Januar 1830 konnte die feierliche Einweihung stattfinden. Es war der erste Neubau für psychisch Kranke in Deutschland. Die wachsende Bedeutung der Heilanstalt Sachsenberg spiegelt sich in der rasch steigenden Patientenzahl wider und so kam es schon zwischen 1881 und 1883 zu weiteren Anbauten durch den Oberbaurat Georg Daniel.
Für die vierte Bauphase legte 1911 und 1914 der Geheime Baurat Gustav Hamann die Entwurfsplanung vor.
Im Haupthaus befand sich auch ein Kirchenraum, eine kleine Kapelle. Denn seit der Eröffnung der Irren-Heilanstalt Sachsenberg wurden die dortigen Patienten bis heute von bisher 21 Anstaltsgeistlichen, den Sachsenberg-Predigern betreut. Darunter waren Schweriner Domprediger, Pastoren der Schlosskirche, Schulprediger, Pröpste, Superintendenten und Seelsorger; von 1913 bis 1934 war Karl Schmaltz Seelsorger auf dem Sachsenberg. Heute werden sie als Krankenhausseelsorger bezeichnet.

### Errichtung der Parkanlage
Mit der Errichtung der Anstaltsgebäude wurde gleichzeitig begonnen, das dortige Sachsenberggelände mit dem Buchen-Mischwaldbestand in einen Landschaftspark umzugestalten. Unter Einbeziehung kleiner Wasserbassins, der Schwanenteich ist noch erhalten, wurde 1833 am Abhang zum Ziegelsee hin ein Lustgarten mit englischen Parthieen angelegt.
In der hügeligen Landschaft mit den verschiedenen Wasserflächen und Blickbeziehungen zum Ziegelsee entstand so der damals 11 Hektar große Landschaftspark. Mit der Parkgestaltung beauftragte 1832 der Nervenarzt Dr. Carl Friedrich Flemming den Ludwigsluster Garteninspektor August Schmidt. Ab 1859 wirkte dann Heinrich Ludwig Georg Panther 40 Jahre lang als Gärtner im Sachsenbergpark. Durch den Anstaltsfriedhof erfuhr der Park später eine Ergänzung und Erweiterung und hatte 1912 eine Größe von 21,5 Hektar erreicht.

### Anstaltsfriedhof und Kapelle

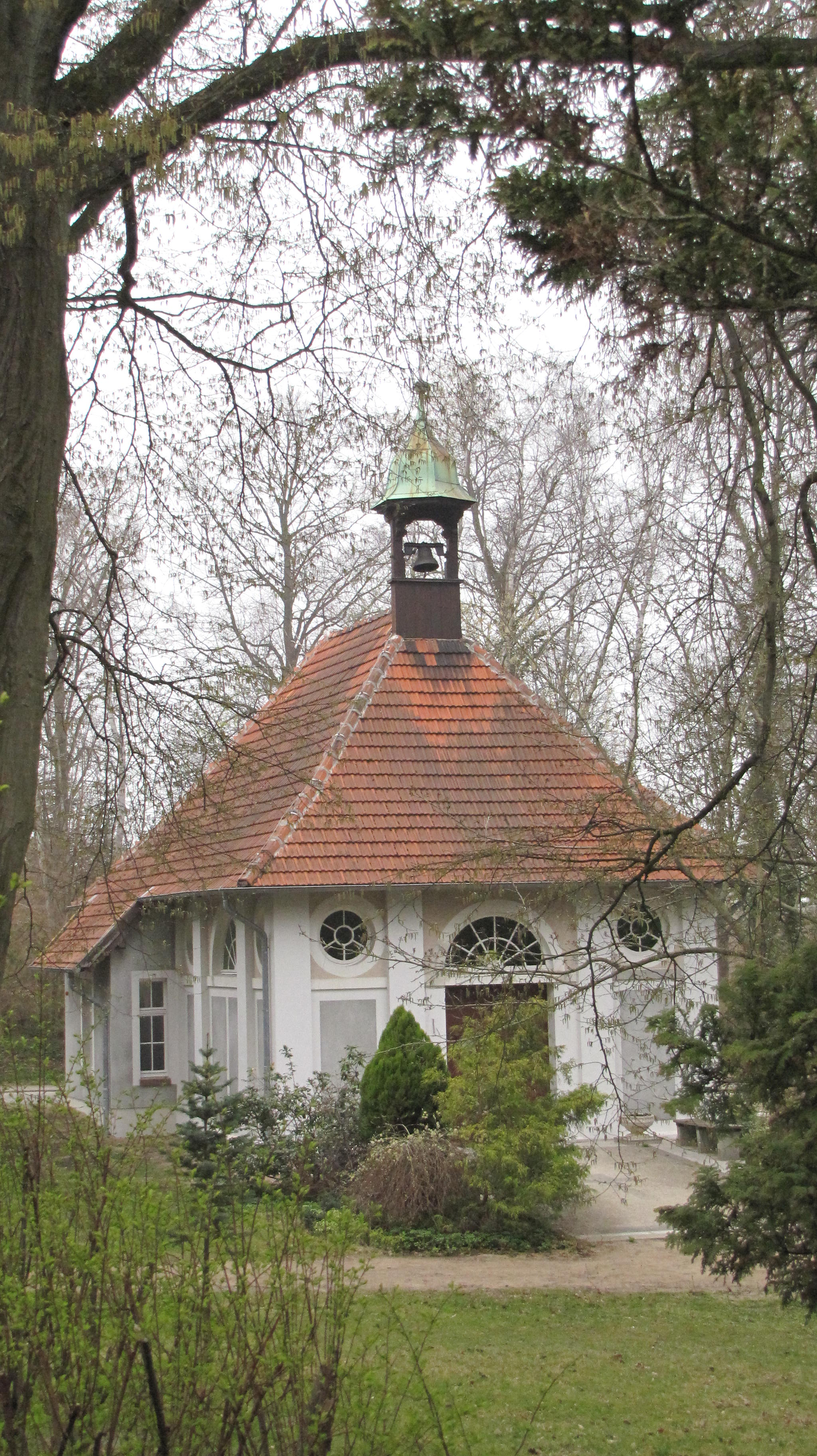
Kapelle von 1903 (2013)

1833 wurde durch C. F. Flemming erstmals ein Begräbnisplatz im Bereich des heutigen Friedhofes angelegt. Bis 1844 fanden 118 Beerdigungen statt und ab 1844 kam es zur ersten Friedhofserweiterung. An der zweiten Erweiterung 1899 war der Hofgärtner August Klett, Sohn des berühmten Theodor Klett, maßgeblich beteiligt. Das Großherzogliche Kuratorium der Landes-Irrenanstalt wünschte, dass zu der Anfertigung des Planes einer der Hofgärtner hinzugezogen wird. Das Kuratorium legt Wert darauf, daß der Anstaltskirchhof eine besonders schöne Anlage werde .... Neben dem Bestandsplan mit der bis 1898 erfolgten Belegung ist auch der Entwurf zur Vergrößerung des Friedhofes der Irrenanstalt Sachsenberg von August Klett noch erhalten. Mit der zweiten Vergrößerung 1899 erlangte der Friedhof seine heutige Größe. Bis 1960 fanden nach den Kirchenbüchern dort 3881 Bestattungen statt.
1913 wurde am westlichen Rand des Friedhofs die Totenkapelle erbaut und 1914 eingeweiht. Bis 1945 diente sie als Leichenhaus. Seit der Zerstörung des Kirchenraumes im Haupthaus der Klinik durch russische Soldaten 1945 wird die Kapelle nun für Gottesdienste genutzt. Schon 1990 konnte sie mit Geldern aus dem SED-Vermögen saniert werden. Heute finden hier 14-täglich evangelische Krankenhausgottesdienste und vereinzelt auch Konzerte statt.

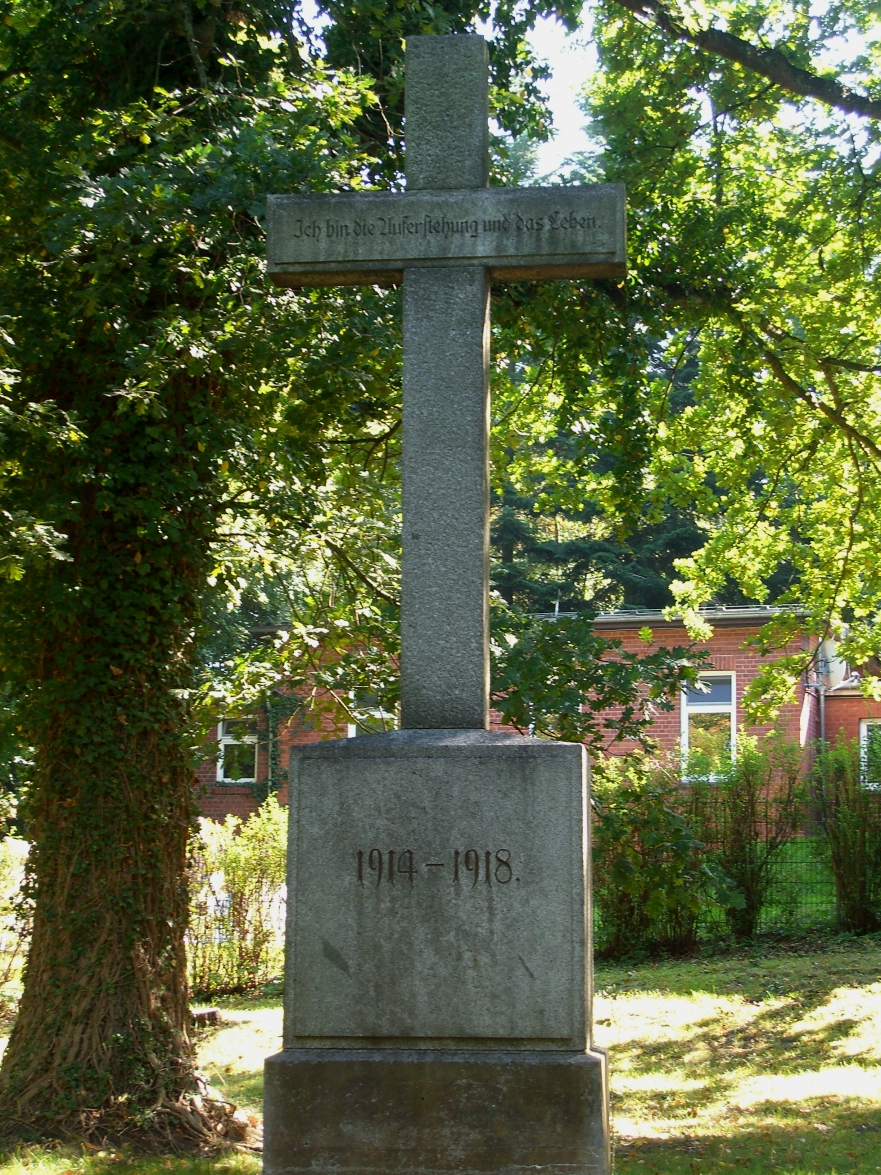
Gedenkkreuz für die Toten des Ersten Weltkriegs (2009)

Während des Ersten Weltkrieges wurden auf dem Anstaltsfriedhof 17 Gefallene und im Lazarett verstorbene deutsche und ausländische Soldaten beerdigt. Sie bekamen Holzkreuze und 1918 wurde ein 3,45 Meter hohes Granitkreuz mit der Inschrift: 1914–1918 errichtet. Fünf französische Soldaten wurden 1926 nach Frankreich überführt. Die noch vorhandenen Soldatengräber hatte man 1961 unter Missachtung der gesetzlichen Ruhefristen eingeebnet.
Im Zweiten Weltkrieg kamen neue Soldatengräber hinzu. Die Belegung begann im Januar 1943 und endete im Dezember 1959. Bereits 1943 soll ein etwa zwei Meter hohes Holzkreuz aus Eiche zum Gedenken an 28 im Reservelazarett der hiesigen Heilanstalt auf dem Sachsenberg verstorbene deutschen Soldaten aufgestellt worden sein.
1945 wurde am Waschweg, nahe dem Anstaltsfriedhof, ein eigener kleiner Friedhof für die im Lazarett der Heilanstalt Sachsenberg verstorbenen Russen angelegt. Den Soldatenfriedhof zierte ein roter Stern. Die Umbettung dieser Toten erfolgte später zum Friedhof der Opfer des Faschismus nahe dem Alten Friedhof. Der Befehl Nr. 184 der Sowjetischen Militäradministration vom Dezember 1945 regelte die Pflege und Herrichtung der Gräber von sowjetischen Bürgern und Bürgern der alliierten Nationen. Jedes Grab war mit einem Hügel und Holzkreuz mit Namen, Nationalität und Sterbetag zu versehen. Die Ordnungspolizei der Stadt Schwerin hatte darüber zu berichten. Bis 1946 waren auf dem Friedhof unter den ausländischen Kriegstoten 12 Russen, ein Franzose, 14 Polen, ein Ungar, ein Tscheche, zwei Ukrainer und 12 Engländer bestattet worden.
Die englischen Soldaten hatte man 1947 auf den Zentralfriedhof nach Berlin umgebettet.

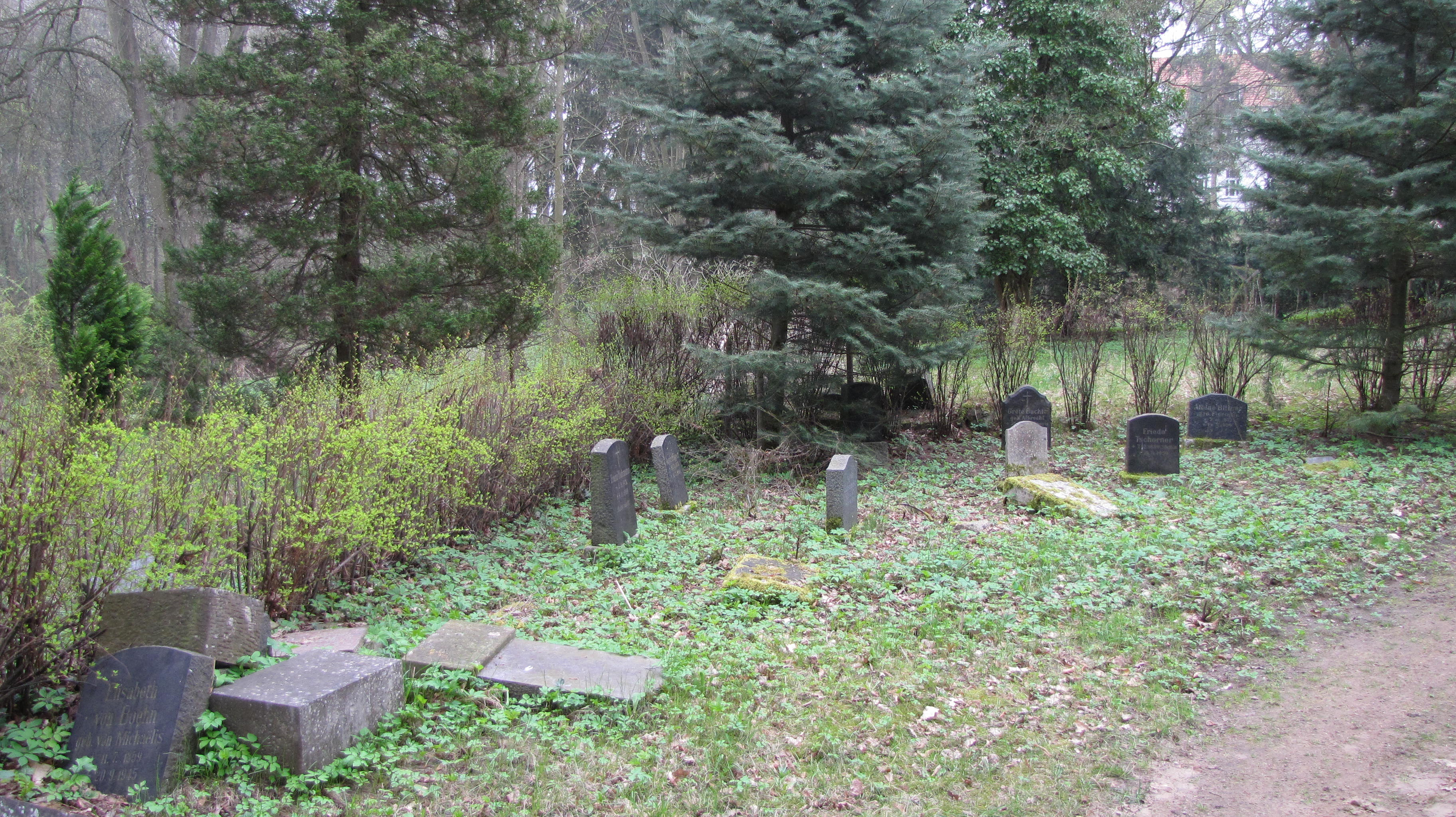
Teilansicht (Zustand 2013)

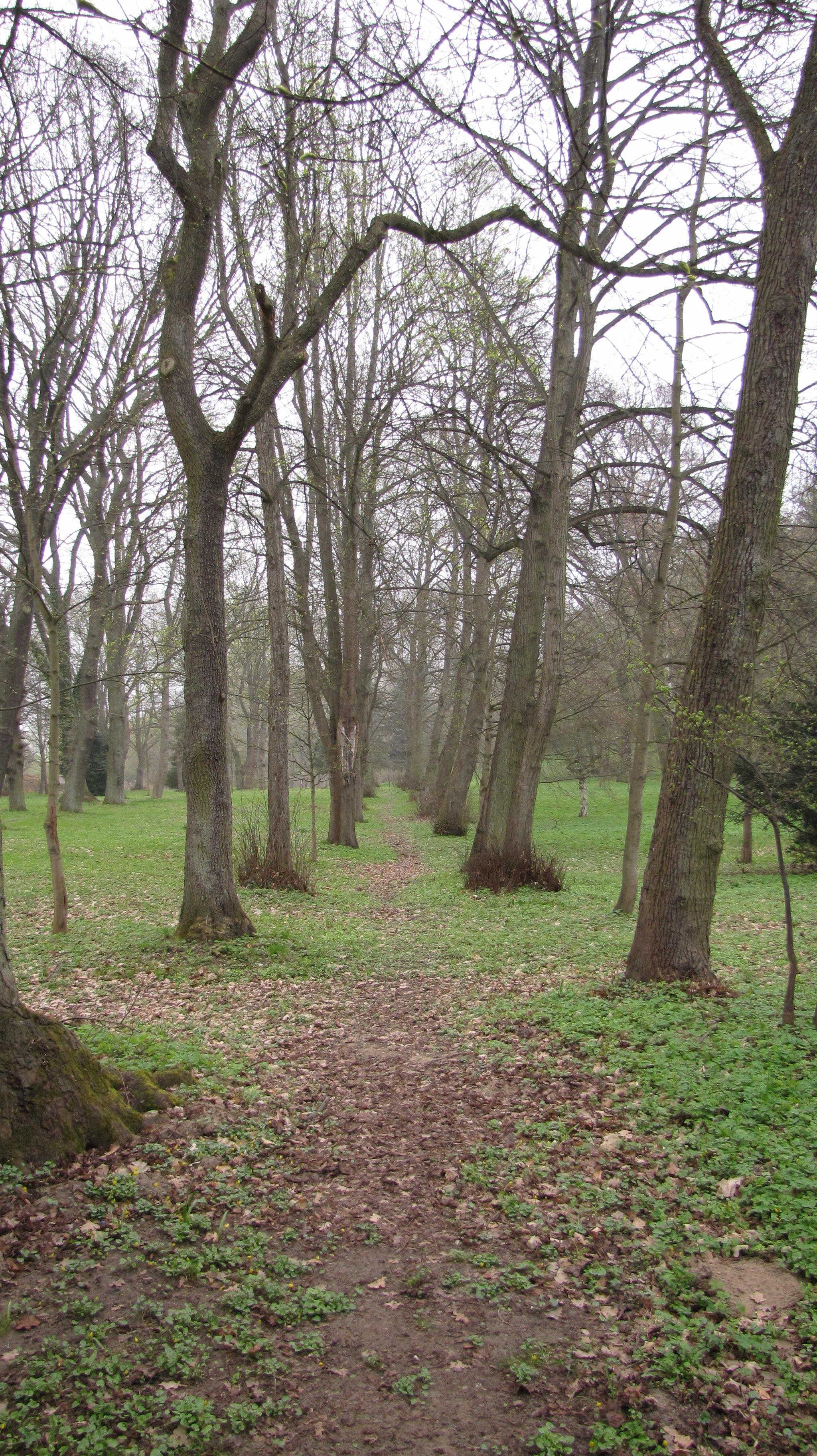
Blick durch die (ehemalige) Hauptachse des Friedhofs (2013)

1959 erfolgten noch 20 Bestattungen, doch schon 1960 begann man mit der Einebnung der nicht mehr gepflegten Grabstellen. Auch die vorhandenen Kriegsgräber und das Sammelgrab von 21 Soldaten blieben nicht verschont. Ausgenommen waren nur das Familiengrab von Carl Friedrich Flemming und die Ruhestätte des plattdeutschen Dichters Rudolf Tarnow. Mit der Anlegung weiterer Rasenflächen zwischen der Kastanienallee und der Lindenalleen des Friedhofes wurde 1986 die Parkgestaltung weiterbetrieben. Heute bedürfen die wenigen noch vorhandenen Gräber und teils umgestoßenen Grabplatten einer Friedhofspflege.

### Grabstätten bekannter Persönlichkeiten
Heute befinden sich nur noch wenige Gräber und einzelne erhaltene Grabplatten von berühmten Persönlichkeiten auf dem Friedhof, so
- das Familiengrab von Carl Friedrich Flemming, gedeckt mit einer großen Sandsteinplatte für seine erste Ehefrau Carolina Sophia Flemming, die schon im 24. Lebensjahr starb. Flemming selber wurde 1880 auf dem Alten Friedhof im Gräberfeld IIb am Liegeplatz 544 bestattet. Warum gerade auf der Grabstelle des Geheimen Medizinalrates 1961 eine Neubelegung erfolgte, ist unverständlich.[10] An der südwestlichen Ecke des Haupthauses erinnert heute eine Stele an das humanitäre Wirken des bedeutenden Nervenarztes. Der Gedenkstein verkündet: Dem ersten, vieljährigen Director dieser Anstalt, dem Vorkämpfer einer humanen Psychiatrie, dem forschenden Arzte und geistvollen Schriftsteller. Das Bronzerelief Flemmings fertigte 1882 der in Dobbertin geborene Bildhauer Gustav Willgohs.[11]
- das Sammelgrab des Anstaltsdirektors Johannes Fischer, der am 15. Mai 1945 mit seiner Familie Selbstmord beging.
- der von 1868 bis 1890 am Schweriner Hoftheater wirkende Kammersänger und als gefeierter Wagnersänger in Bayreuth tätige Karl Hill. Nach Verschlimmerung seines Nervenleidens starb er am 12. Januar 1893 in der Schweriner Nervenklinik und wurde auf dem Anstaltsfriedhof bestattet. Auf seinem Grabstein ist folgende Inschrift angebracht: Er war unter seines Gleichen, ein Markgraf der Frau Musika, in ihren blühenden Reichen.
- nahe der kleinen Kapelle die Ruhestätte vom plattdeutschen Dichter Rudolf Tarnow. Ab 1906 bis zu seinem Tode am 19. Mai 1933 war er Betriebsoberinspektor an der Heil- und Pflegeanstalt Sachsenberg in Schwerin. Neben seiner Grabstätte befindet sich auch dasjenige seiner Frau, der Tochter und des Sohnes Walter. Der dritte Sohn Rudi Tarnow fiel im Zweiten Weltkrieg im Juni 1944 bei Dünkirchen. Bei der Beerdigung von Rudolf Tarnow wurde nach Jahren wieder eine Grabrede plattdeutsch gehalten. Pastor Schoff schloss mit den Worten: Val Minschen hett he Hart fröhlich makt!

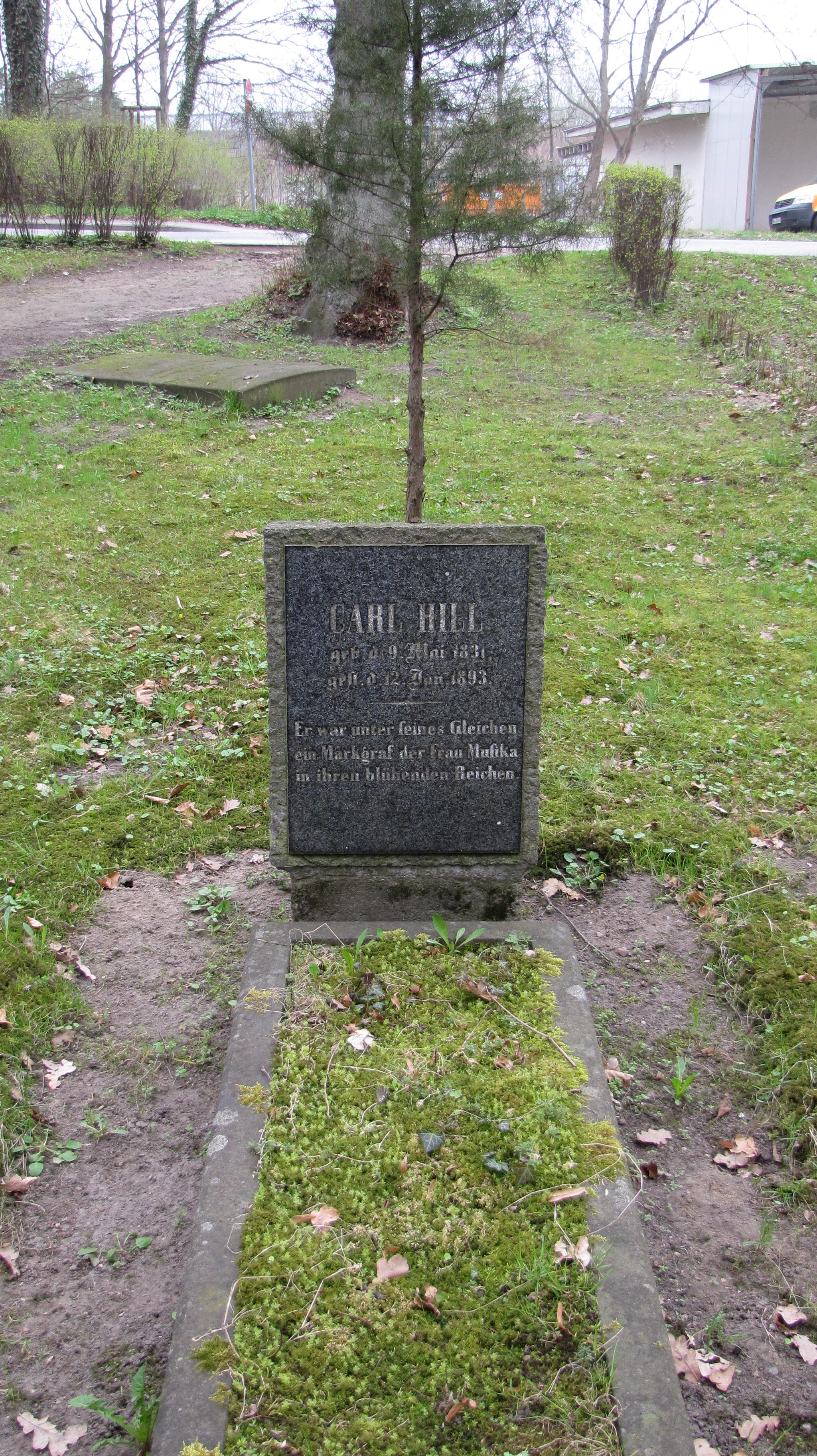
Grab Karl Hill (2013)
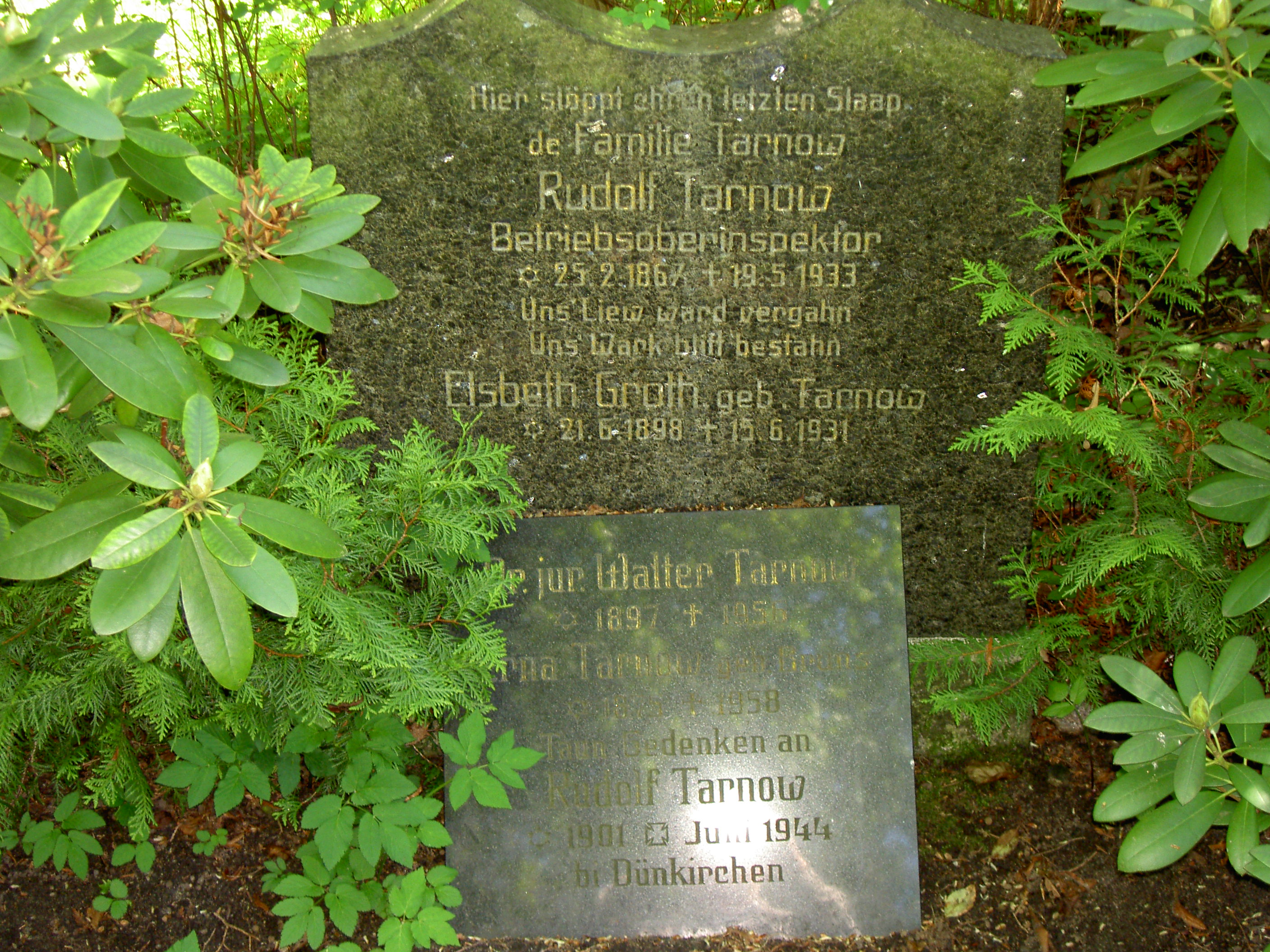
Familiengrab Rudolf Tarnow (2013)
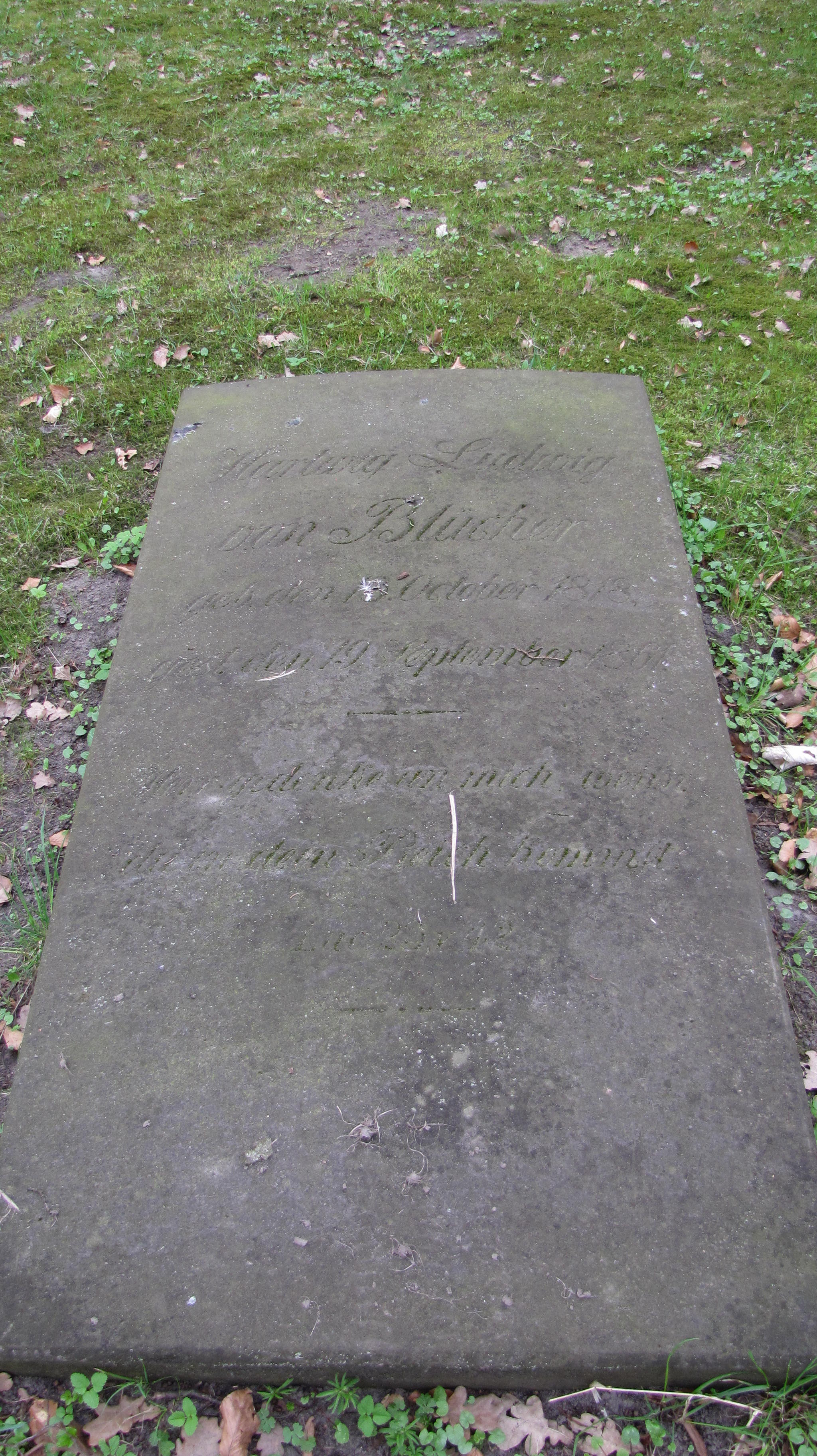
Grabplatte Hartwig von Blücher (2013)

- die Grabplatte des preußischen Offiziers Hartwig Ludwig von Blücher.
- Heinrich von Luckowitz, Königlich Preußischer Leutnant im 2. Infanterieregiment, gestorben am 7. Juni 1862.